# Emil Strub

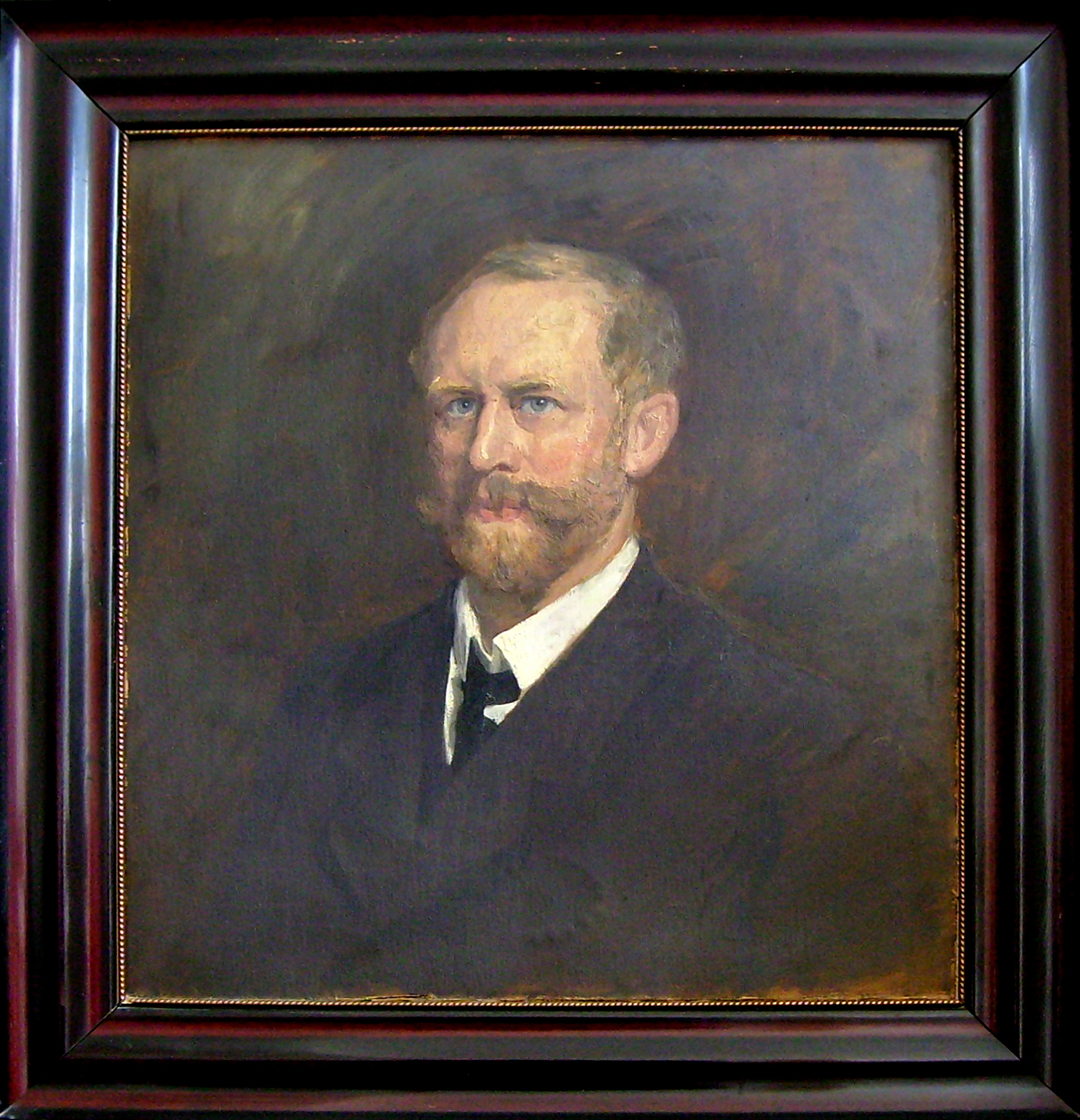
Emil Strub

Emil Strub (* 13. Juli 1858 in Trimbach; Taufname Emil Viktor Strub; † 15. Dezember 1909 in Zürich) war ein Schweizer Konstrukteur, Ingenieur, Bahnbauer und Erfinder. Er machte bahnbrechende Erfindungen für die Zahnradbahnen und Standseilbahnen.

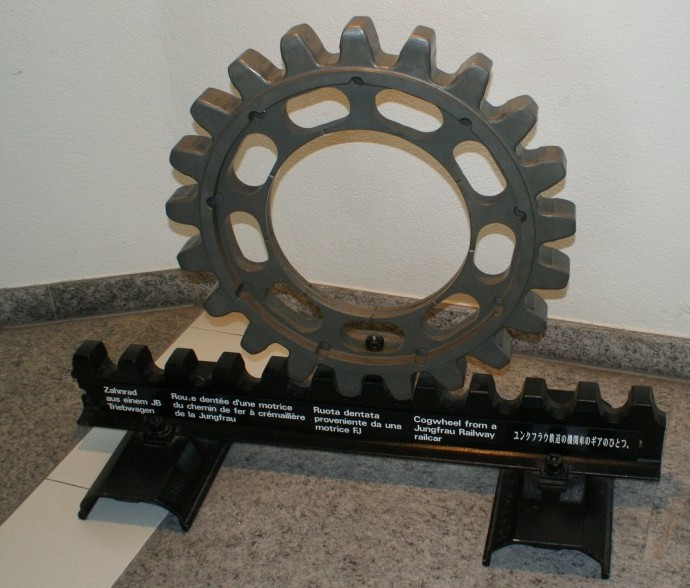
Zahnstange und Zahnrad System Strub

Die Grundlagen zu seiner Tätigkeit verdankte er dem Bergbahn-Erbauer Niklaus Riggenbach, in dessen Werkstätten in Aarau er in den Jahren 1882 und 1883 seine erste Lehre durchmachte. Er besuchte darauf das Technikum Mittweida und arbeitete in den Maschinenfabriken Hohenzollern und Esslingen. Auf Ende 1886 kam er zurück in die Schweiz und war als Konstrukteur in der Centralbahnwerkstätte in Olten beschäftigt. Am 14. Februar 1888 wählte ihn der Bundesrat auf den neugeschaffenen Posten eines Kontrollingenieurs für Bergbahnen beim Schweizerischen Eisenbahndepartement. Dieses Amt bekleidete er bis zu seiner Berufung 1891 zum Inspektor der Berner Oberland-Bahnen (BOB).
Was Strubs Namen aber am meisten verbreitet hat, war das von ihm erfundene Zahnstangen-System Strub. Er gewann den ersten Preis beim 1896 durch Adolf Guyer-Zeller ausgeschriebenen Wettbewerb für die beste Lösung für den Bau und Betrieb der Jungfraubahn. Das von ihm vorgeschlagene System bewährte sich glänzend und einige weitere Seil- und Zahnradbahnen wie Triest–Opicina, Rittner Bahn, Martigny–Châtelard, Brunnen–Morschach, Asiago–Rocchette, Monte Carlo–Riviera Palace und Monthey–Champéry benutzten es.
Ab 1896 war er als Direktor der Jungfraubahn tätig, bis er 1898 sein eigenes Ingenieurbureau aufbaute und leitete. Am 9. Januar 1899 wurde er zum beratenden Ingenieur der Bergbahn von Vevey auf den Mont Pèlerin gewählt. 1902 gründete er mit Eduard R. Thomann ein Büro, um die Elektrifizierung der Bergbahnen beziehungsweise Gebirgsbahnen voranzubringen.
Als Ingenieur führte er u. a. folgende Anlagen aus: die Münsterschlucht-Bahn (1905/1908), die Mendelbahn (1902/1903) und die Virglbahn (1906/1907) im Tirol, die Areskutan-Bahn in Schweden (1908/1909) sowie andere Bahnen in Österreich-Ungarn, Russland, Deutschland, Schweden, Frankreich, Spanien und Italien.
Emil Strub war mit Anna Maria, geborene Büttler († 1892) verheiratet. Nach ihrem frühen Tod heiratete er später ihre Schwester Bertha. Strub starb ohne Anzeichen einer Krankheit plötzlich im 51. Altersjahr 1909 in Zürich.

## Schriften
- Unsere Drahtseilbahnen. In: Schweizerische Bauzeitung. Band 19, Nr. 12/13/16, 1892, S. 77–81, 85–88, 110–111, 113.
- Abänderung des Längenprofils der Seilbahn Territet-Glion. In: Schweizerische Bauzeitung. Band 17, Nr. 3, 17. Januar 1891, S. 14–16.
- Specialbahnen, insbesondere die Bergbahn Lauterbrunnen-Mürren. In: Schweizerische Bauzeitung. Band 21, Nr. 12/13, März 1893, S. 72–76, 80–84.
- Bergbahnen der Schweiz bis 1900: I. Drahtseilbahnen. Verlag von J.F. Bergmann, Wiesbaden 1900 (71 S. 8 Tafeln, mit 61 Ill., e-rara.ch archive.org e-rara.ch-2 tudigit).
- Bergbahnen der Schweiz bis 1900: II. Reine Zahnradbahnen. In: Zeitschrift für das gesamte Lokal- und Straßenbahnwesen. Band 20 (1901)/21 (1902), S. 1–32, 65–96, 137–169 / 17–39, urn:nbn:de:tuda-tudigit-57275 (Band 20 Band 21).